# Lagoonia scabronotum
Lagoonia scabronotum är en insektsart som beskrevs av Sjöstedt 1931. Lagoonia scabronotum ingår i släktet Lagoonia och familjen gräshoppor. Inga underarter finns listade i Catalogue of Life.